# Majna szara
Majna szara (Acridotheres fuscus) – gatunek średniej wielkości ptaka z rodziny szpakowatych (Sturnidae). Występuje od Półwyspu Indyjskiego po Półwysep Malajski, introdukowany na niektóre spośród wysp Oceanii (Futuna, Samoa). Nie jest zagrożony wyginięciem.

## Taksonomia
Po raz pierwszy gatunek opisał Johann Georg Wagler w 1827. Nowemu gatunkowi nadał nazwę Pastor fuscus. Holotyp pochodził z Bengalu Wschodniego. Obecnie (2021) Międzynarodowy Komitet Ornitologiczny (IOC) umieszcza majnę szarą w rodzaju Acridotheres. Wyróżnia 4 podgatunki, podobnie jak autorzy HBW. Dawniej niektórzy autorzy uznawali majny: szarą i żałobną (A. grandis) za jeden gatunek lub włączali do majny szarej jako podgatunki majnę popielatą (A. cinereus) i jawajską (A. javanicus), przykładowo w Check-list of birds of the world (1962).

## Podgatunki i zasięg występowania
IOC wyróżnia następujące podgatunki:	
- A. f. mahrattensis (Sykes, 1832) – zachodnie Indie od Radżastanu na południe po Keralę i na wschód po zachodni Tamilnadu[5]
- A. f. fuscus (Wagler, 1827) – północny Pakistan na wschód przez podnóża Himalajów[5] i Nepal[7][8] po północno-wschodnie Indie (Asam), na południe przez nisko położone wzgórza po Radżastan i północny stan Orisa oraz Bangladesz; ponadto Mjanma z wyjątkiem północnej i wschodniej części[5]
- A. f. fumidus Ripley, 1950 – północno-wschodnie Indie: wschodni Asam, Arunachal Pradesh[9] i Nagaland[5]; w sierpniu 2001 obserwowano osobnika tego podgatunku w Kolkacie (Bengal Zachodni), daleko poza normalnym zasięgiem[9]
- A. f. torquatus Davison, 1892 – Półwysep Malajski, z wyjątkiem skrajnie wysuniętej na południe części[5]

Ptaki podgatunku nominatywnego introdukowano na Fidżi, Futunę, Samoa, Tajwan i Tonga (na początku lat 80. XX wieku). Na Fidżi zostały wprowadzone celem kontroli populacji szkodników prostoskrzydłych na plantacjach trzciny cukrowej. Na Samoa po raz pierwszy pojawiły się w 1965 na Upolu. Prawdopodobnie zostały sprowadzone, by kontrolowały populację kleszczy pasożytujących na bydle. Nieoczekiwanie stały się gatunkiem inwazyjnym.

## Morfologia

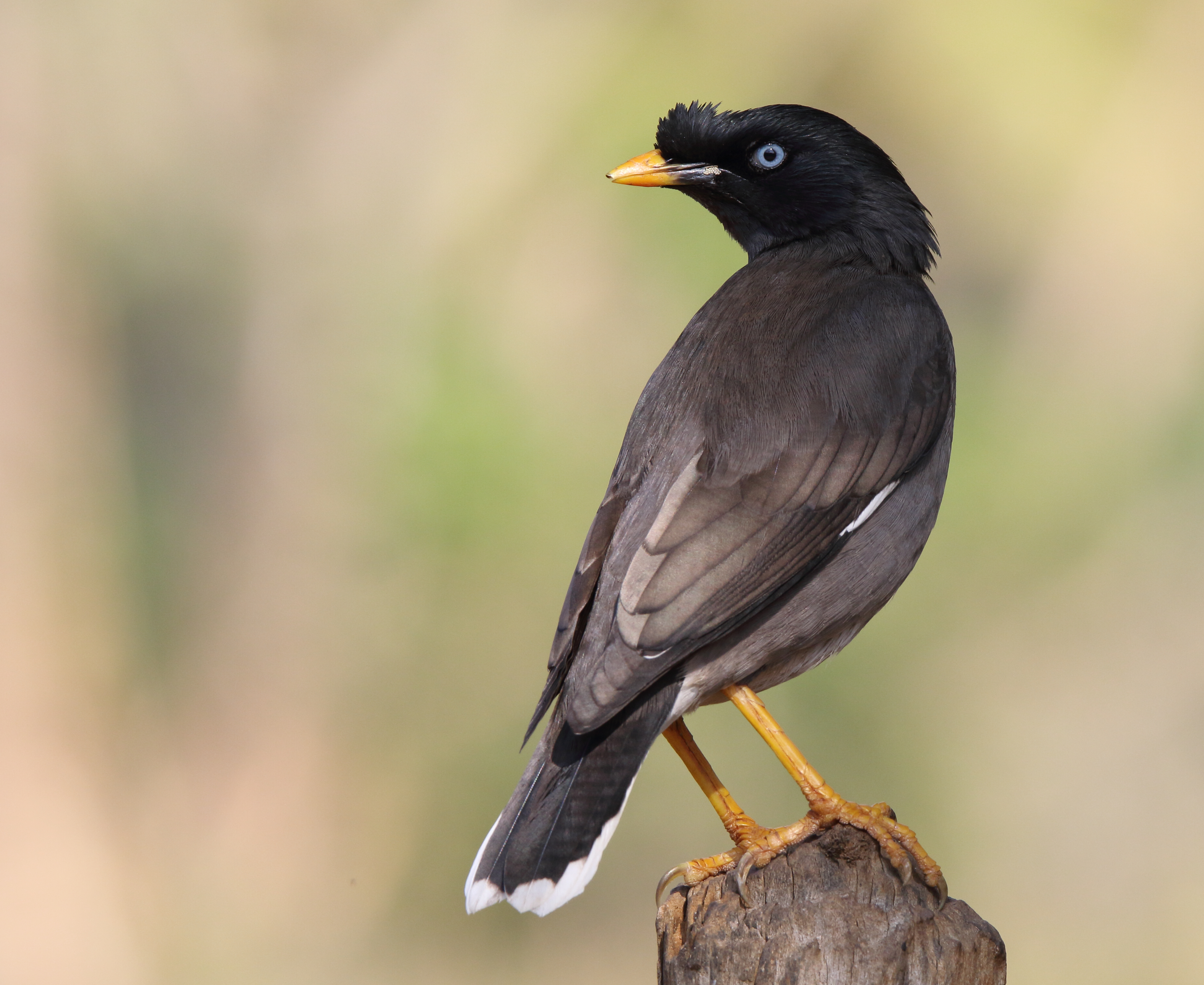
Przedstawiciel A. f. mahrattensis – widoczna niebieska tęczówka

Długość ciała wynosi około 24 cm, masa ciała 72–98 g. Dalszy opis dotyczy ptaków podgatunku nominatywnego. Pióra na czole są wydłużone i zjeżone, kierują się ku górze i środkowi tworząc czub. Pióra ciemienia, karku i boków szyi są wydłużone, o lancetowatym kształcie, czarne i połyskujące. Płaszcz i górna część grzbietu mają barwę w kolorze węgla drzewnego, nieco brązową, w niższej części grzbietu i na kuprze ten kolor jaśnieje. Broda, gardło i pierś łupkowoszare, brzuch jaśniejszy i z płowym nalotem, w jego niższej części lepiej zaznaczonym. Pokrywy podogonowe białe. Skrzydła i ogon ciemnobrązowe, przy czym lotki II rzędu i ich pokrywy oraz barkówki mają brązowy połyskliwy nalot. Lotki I rzędu z białymi nasadami, na największej z zewnętrznych lotek (P9) takowa rozciąga się na 20–25% długości pióra, na wewnętrznych lotkach I rzędu na około 50% długości. Sterówki z białymi końcówkami, wąskimi na najbardziej wewnętrznych, stopniowo poszerzającymi się na zewnątrz ogona. Dziób pomarańczowy z niebiesko-czarną nasadą, nogi i stopy pomarańczowe o podobnym do woskowanego wyglądzie. Tęczówka jaskrawożółta.
Osobniki młodociane mają bardziej brązowe upierzenie, pióra na głowie mniej się zaginają, brakuje im też połysku. Białe zakończenia na ogonie węższe. Na spodzie ciała brąz zastępuje szarość gardła i piersi. Na piersi środki piór są ciemnobrązowe, a krawędzie jasne, co daje nieco kreskowany wygląd, na brzuchu lepiej widoczny. Przedstawiciele podgatunku A. f. fumidus mają ciemniejsze upierzenie, na wierzchu ciała smoliste, na spodzie – jakby przydymione. Tęczówka żółta. Osobniki podgatunku A. f. mahrattensis wyróżniają się bardziej brązowym upierzeniem i niebieską, jasnoniebieską lub szarą tęczówką. U reprezentantów  A. f. torquatus pióra na czubie nieco dłuższe i bardziej błyszczące, brzuch ciemniejszy (zwłaszcza na bokach), pokrywy podogonowe brudnobiałe.

## Ekologia i zachowanie
Środowiskiem życia majn szarych są zadrzewione nizinne obszary, zwłaszcza blisko upraw, plantacji herbaty, wsi i nadbrzeżnych równin. Żerują głównie na ziemi, szczególnie na terenach wypasu bydła, na ścierniskach i kwitnących drzewach. Mimo że anglojęzyczna nazwa gatunku to Jungle Myna, ptaki te unikają lasów deszczowych. W Nepalu odnotowywane na wysokości 75–1525 m n.p.m., okazjonalnie do 2200 m n.p.m. W Indiach gniazdują do około 2400 m n.p.m. Majny szare są towarzyskie niezależnie od pory roku. Podczas żerowania często przebywają parami, a jeśli pożywienia jest pod dostatkiem – w niewielkich grupach liczących 10–30 osobników. Szukają pokarmu między bydłem, zjadają owady uciekające spod jego pysków i nóg, zjadają również te siedzące na jego bokach i głowie. Odpoczywają w zbiorowiskach w szuwarach, na polach trzciny cukrowej i na drzewach, niekiedy w towarzystwie majn brunatnych (Acridotheres tristis) i pasterzy (Pastor roseus). Są dobrymi zapylaczami ze względu na czub, do którego przykleja się pyłek. Żywią się owadami, owocami, nasionami, nektarem, kwiatami. Spośród owadów zjadają między innymi prostoskrzydłe (Orthoptera), termity (Isoptera), chrząszcze (Coleoptera), błonkówki (Hymenoptera), gąsienice, pluskwiaki (Hemiptera) i muchówki (Diptera).

### Lęgi

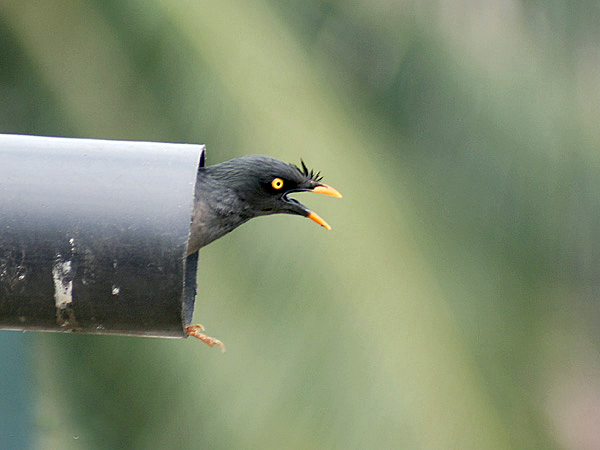
Majna szara wyglądająca ze swojego gniazda w rurze

Okres lęgowy trwa od stycznia do lipca: w Indiach na północy od kwietnia do lipca, na południu od lutego do maja; w Malezji od stycznia do maja. Często wyprowadzają dwa lęgi w roku. Majny szare gniazdują w różnych zagłębieniach, często w naturalnych dziuplach lub tych wykutych przez dzięcioły, zwykle od 2 do 6 m nad ziemią. Używają też miejsc stworzonych przez człowieka, jak otwory ściekowe w ścianach i na mostach. Tworzą tam duże kolonie, mogą być użytkowane rok po roku. Rzadziej gniazdują pod dachami. Budulec gniazda stanowią gałęzie, korzenie, pióra i materiały pochodzenia antropogenicznego, a często też muszle ślimaków. Zniesienie liczy od 3 do 6 jaj. Ich skorupka jest turkusowa, bez dodatkowych wzorów, nieco połyskliwa. Wymiary dla 124 jaj: 26,0–32,8 na 19,0–23,0 mm. Obydwoje rodzice biorą udział w wysiadywaniu i opiece nad młodymi. Przynajmniej pod koniec lat 80. XX wieku okres inkubacji był nieznany.

## Status i zagrożenia
IUCN uznaje majnę szarą za gatunek najmniejszej troski (LC, Least Concern) nieprzerwanie od 1988 (stan w 2019). BirdLife International uznaje trend liczebności populacji za spadkowy ze względu na niszczenie środowiska życia tych ptaków.
Według informacji z lat 70. XX wieku na południu Indii czynią znaczne szkody w sadach, zaś na Fidżi – w uprawach orzachy (Arachis). Na Samoa są gatunkiem inwazyjnym. W latach 80. XX wieku istniała obawa o zajmowanie dziupli, które mogłyby wykorzystać loreczki modroczapkowe (Vini australis).